# Куэва, Агустин
Агусти́н Куэ́ва Да́вила (исп. Agustín Cueva Dávila, 23 сентября 1937, Ибарра — 1 мая 1992, Кито) — эквадорский социолог, политолог и литературный критик, один из участников дискуссий о зависимом развитии.

## Биография
Профессор Центрального университета Эквадора, президент Латиноамериканской социологической ассоциации и глава факультета политических и социальных наук Национального автономного университета Мексики.
Получил премию за свою книгу «Развитие капитализма в Латинской Америке» (исп. El desarrollo del capitalismo en América Latina). Выступал с марксистской критикой теорий зависимости и сверхэксплуатации, в том числе таких их авторов, как Руй Мауро Марини, хотя к концу жизни пересмотрел свою оценку в лучшую сторону. Умер от рака лёгких.

## Работы
- Entre la Ira y la Esperanza, 1967
- Dos estudios literarios, 1968
- Literatura ecuatoriana, 1968
- El proceso de dominación política en el Ecuador, 1972
- El desarrollo del capitalismo en América Latina, 1977
- Teoría social y procesos políticos en América Latina, 1979
- Lecturas y rupturas, 1986
- La teoría marxista, 1987
- Las democracias restringidas de América Latina en la frontera de los años 90, 1989
- Literatura y conciencia histórica en América Latina, 1994